# Mushtaq Talib al-Saïdi
Mushtaq Talib al-Saïdi (en arabe : مشتاق طالب السعيدي), né en 1980 à Bagdad (Irak) et mort le 4 janvier 2024 dans la même ville, est un chef militaire irakien, cadre du mouvement Al-Nujaba et commandant de la 12e brigade des forces de mobilisation populaire. 

## Origines
Mushtaq Talib al-Saïdi grandit dans le quartier mixte de Kamaliya, à Bagdad, au sein d'une famille pauvre originaire du gouvernorat de Diyala.

## Carrière militaire
Engagé dans le mouvement sadriste jusqu'à son arrestation par les troupes américaines entre 2007 et 2011, il rejoint ensuite Asaïb Ahl al-Haq et enfin le mouvement Al-Nujaba. Selon plusieurs sources, il aurait été libéré à la condition de quitter le mouvement sadriste.
Pendant la seconde guerre civile irakienne, il sert comme commandant de terrain à Tarmiya (en), dans la grande banlieue nord de Bagdad. Il accède ensuite à un poste important au sein de l'appareil de sécurité des forces de mobilisation populaire dans la « ceinture de Bagdad »,.
Au sein du mouvement Al-Nujaba, Mushtaq Talib al-Saïdi occupe le poste d'« officier des opérations spéciales », avant de prendre la tête du « bataillon des missiles » dans le sillage de l'opération Déluge d'al-Aqsa. À ce titre, il effectue plusieurs déplacement entre l'Irak et la Syrie au cours du mois de décembre 2023 et est accusé d'avoir orchestré des attaques contre les troupes américaines dans ces deux pays.

### Mort
Accusé par les États-Unis d'être « activement impliqué dans la planification et la réalisation d'attaques contre les forces américaines », il est tué par une frappe de drone américaine.